# Myotis yumanensis
Myotis yumanensis is een zoogdier uit de familie van de gladneuzen (Vespertilionidae). De wetenschappelijke naam van de soort werd voor het eerst geldig gepubliceerd door H. Allen in 1864.

## Voorkomen

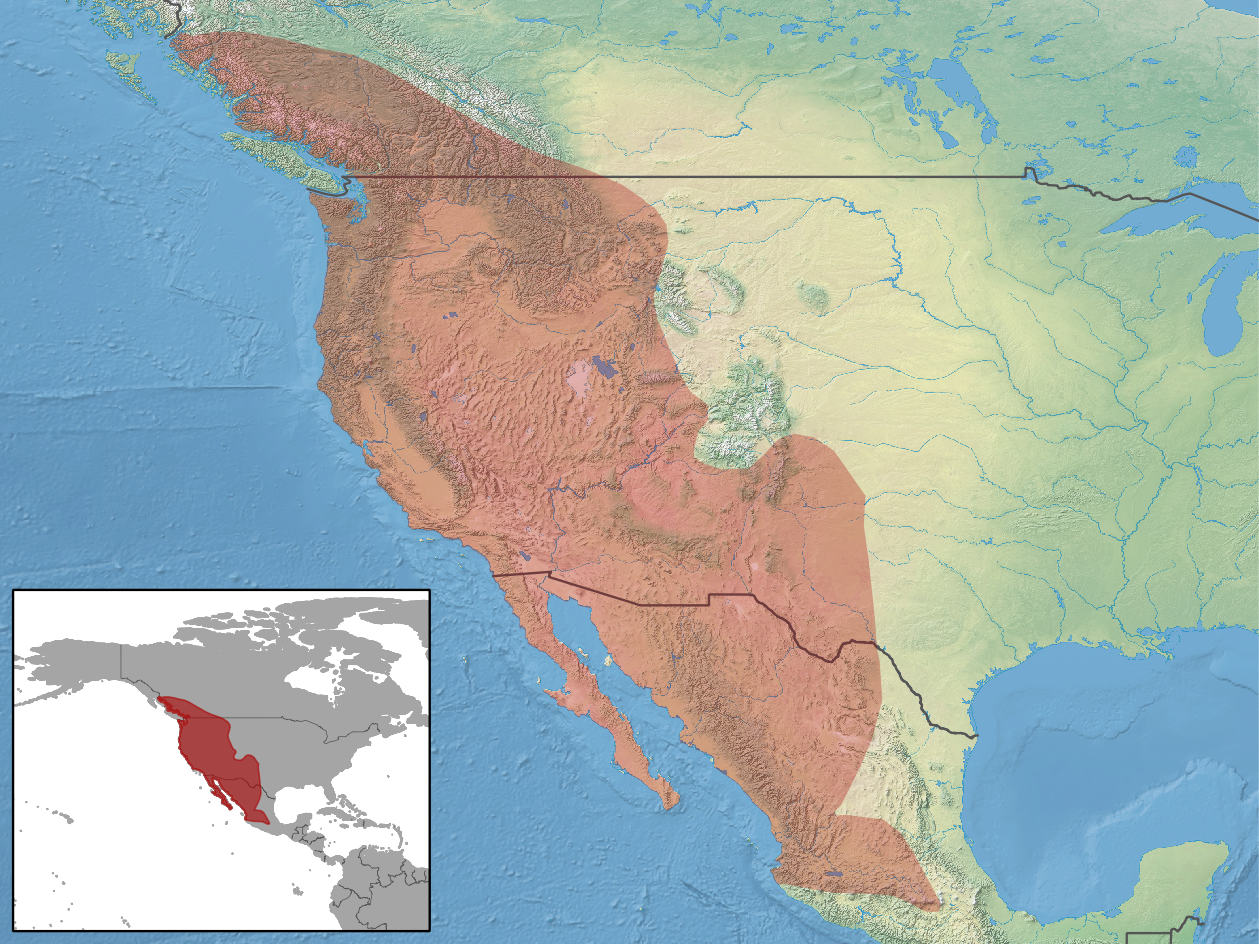
Leefgebied

De soort komt voor in Canada, Mexico en de Verenigde Staten.